# Kenko
Kenko o Qenqo (en ortografía quechua contemporánea: Q’inqu, ‘laberinto’) es un centro arqueológico ubicado en la ciudad de Cusco, a 2 km de la ciudad del Cuzco (5 min. al noreste del Cuzco), en el Perú a 3580 m s. n. m. Está integrado por dos lugares: El Grande, que se encuentra al pie del camino que va desde Sacsayhuamán hasta Písac, y El Chico, que está a 350 metros al oeste del anterior, sobre la ladera. Este adoratorio se encuentra ubicado sobre lo que hoy se conoce como el cerro Socorro y abarca un área que de un poco más de 3500 metros cuadrados. En la época del Imperio inca fue otro centro dedicado al rito y son de particular interés su anfiteatro de forma semicircular y sus galerías subterráneas.

## Descripción

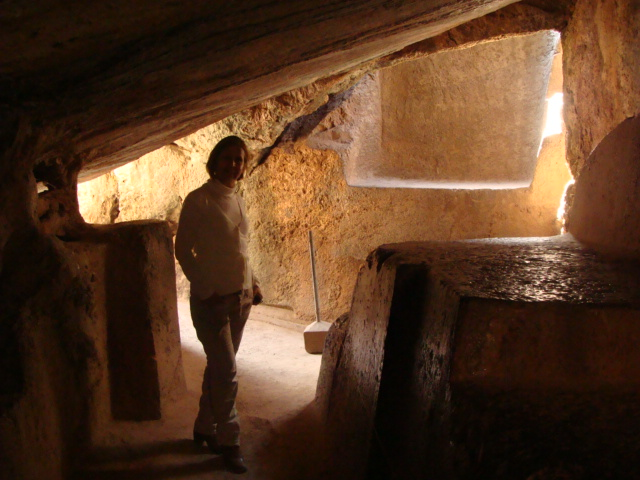
Altar subterráneo.

No se conoce el nombre original de este adoratorio, los conquistadores españoles le dieron el nombre de Q'inqu, palabra del quechua que significa ‘laberinto’, por las galerías subterráneas en forma de laberinto y por los pequeños canales labrados en las rocas en forma de zigzag.
Este monumento fue calificado como un anfiteatro, pues tiene una construcción semicircular. En realidad, se ignora la finalidad de esta construcción, que bien pudo ser utilizada como altar, un tribunal o una tumba. Se presume que fue uno de los santuarios más importantes que hubo en el incanato.
Igualmente es atractivo el laberinto con sus canales en zigzag y su piedra muda al centro frente a la que posiblemente se prosternaban los adoradores de Inti o dios Sol y de la diosa Pacha Mama o Tierra.

## Galería

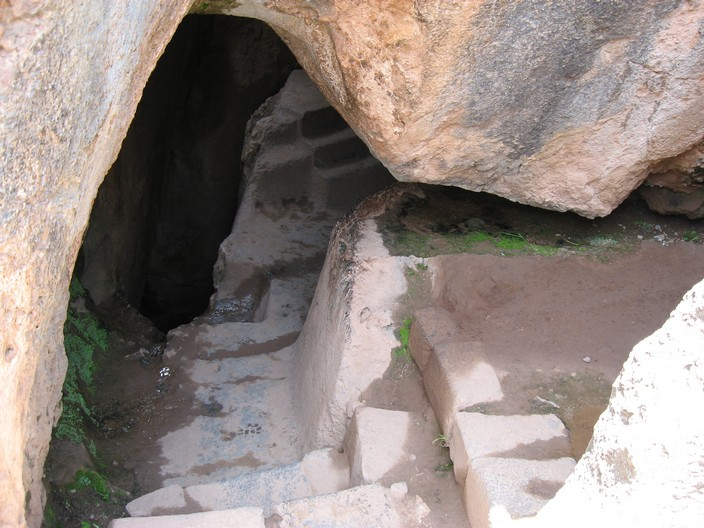
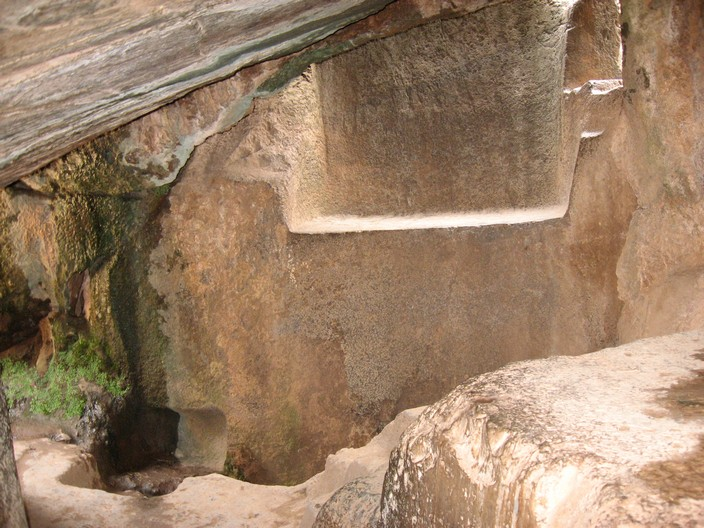
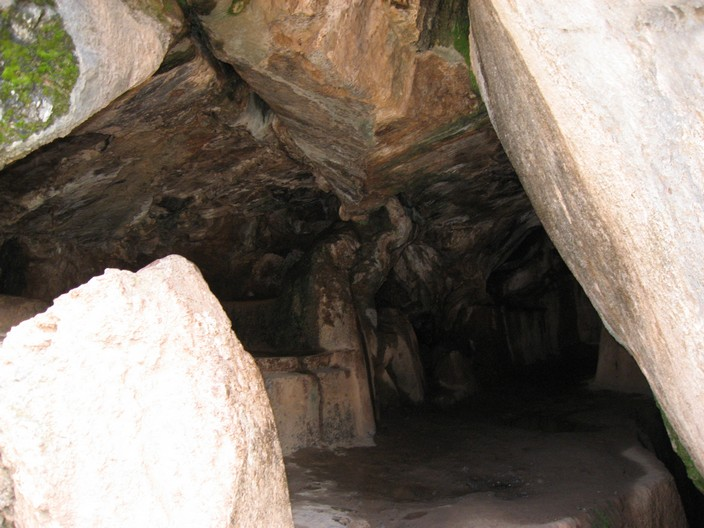
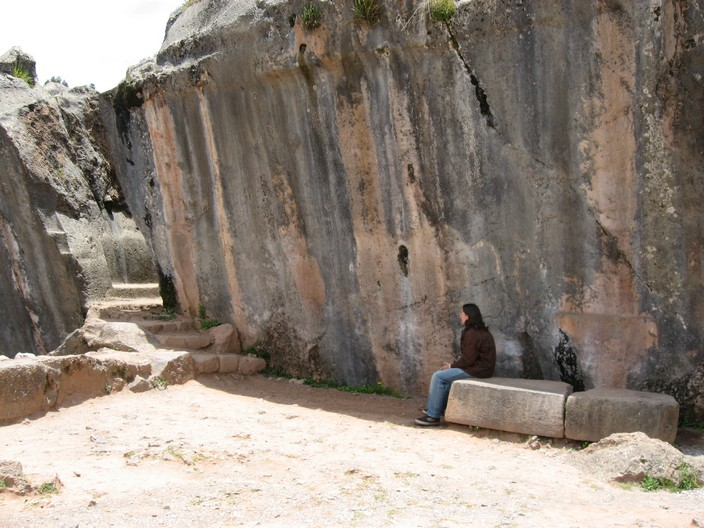
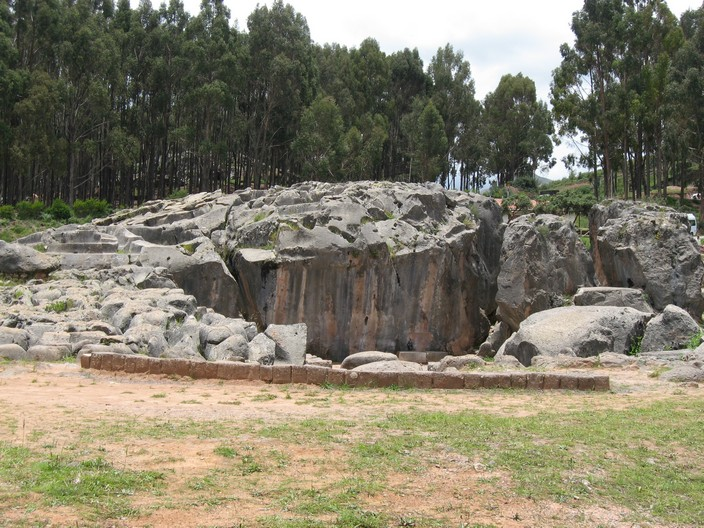